# بالي سمارت
بالي سمارت (بالإنجليزية: Bally Smart)‏ هو لاعب كرة قدم جنوب أفريقي في مركز الوسط، ولد في 27 أبريل 1989 في بولوكوان في جنوب أفريقيا. لعب مع تشارلتون أثلتيك وميلتون كينز دونز ونادي سكونتو ونورويتش سيتي.

## وصلات خارجية
- بالي سمارت على موقع قاعدة بيانات كرة القدم.إي يو (الإنجليزية)
- بالي سمارت على موقع Soccerbase.com (لاعب) (الإنجليزية)
- بالي سمارت على موقع عالم كرة القدم.نت (الإنجليزية)